# Pipit de Richard
Anthus richardi
Espèce
Statut de conservation UICN

 LC  : Préoccupation mineure

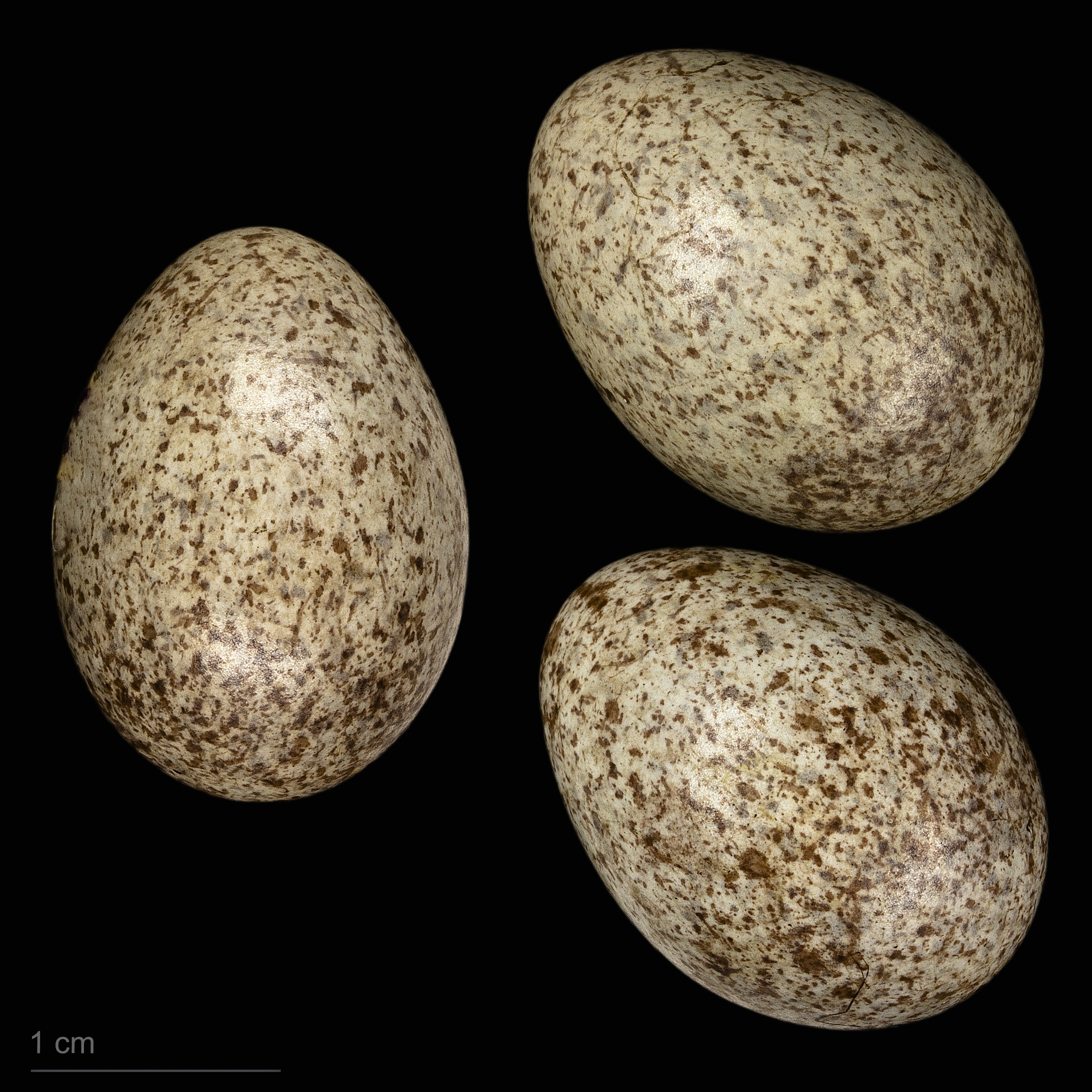
Oeufs de Anthus richardi - Muséum de Toulouse

Le Pipit de Richard (Anthus richardi) est une espèce de passereaux appartenant à la famille des Motacillidae.

## Nomenclature
Son nom commémore le naturaliste Charles Richard (1745-1835), directeur de services postaux à Lunéville et ami de François Levaillant,.

## Répartition
Cet oiseau niche en Asie et hiverne à travers les zones plus méridionales. C'est un visiteur rare en Europe (mais désormais régulier en automne et en hiver en France), au Moyen-Orient et en Afrique du Nord.

## Taxinomie
D'après le Congrès ornithologique international, c'est une espèce monotypique (non divisée en sous-espèces).

## References
1. ↑  James A. Jobling, The Helm Dictionary of Scientific Bird Names, London, United Kingdom, Christopher Helm, 2010, 49, 335 (ISBN 978-1-4081-2501-4, lire en ligne)
2. ↑  Mearns, Richard, Gouraud, Christophe et Chevrier, Laurent, « The identity of Richard of Richard's pipit (Anthus richardi Vieillot, 1818) », Archives of Natural History, vol. 42, no 1,‎ 2015, p. 85–90 (DOI 10.3366/anh.2015.0281)